# Petrocephalus christyi
Petrocephalus christyi är en fiskart som beskrevs av George Albert Boulenger 1920. Petrocephalus christyi ingår i släktet Petrocephalus och familjen Mormyridae. IUCN kategoriserar arten globalt som livskraftig. Inga underarter finns listade i Catalogue of Life.